# Ланц (Пригниц)
Ланц (њем. Lanz) општина је у њемачкој савезној држави Бранденбург. Једно је од 26 општинских средишта округа Пригниц. Према процјени из 2010. у општини је живјело 852 становника. Посједује регионалну шифру (AGS) 12070236.

## Географски и демографски подаци
Ланц се налази у савезној држави Бранденбург у округу Пригниц. Општина се налази на надморској висини од 22 метра. Површина општине износи 60,0 km². У самом мјесту је, према процјени из 2010. године, живјело 852 становника. Просјечна густина становништва износи 14 становника/km².